# セバスティアン・ティラワ
セバスティアン・ティラワ（Sebastian Tyrała 、1988年2月22日 - ）は、ポーランド・シロンスク県ラチブシュ出身の元プロサッカー選手。元ポーランド代表。現役時代のポジションは、ミッドフィールダー。

## 経歴
1999年、11歳の時にボルシア・ドルトムントの下部組織に入団。16歳にしてトップチーム昇格を果たした。しかし2005年に左膝の十字靭帯を断裂、全治6ヶ月の重傷を負った。
このようなアクシデントがあったものの、同年に設立されたフリッツ・ヴァルター・メダル初代受賞者の一人に選ばれた。2006年9月のボルシア・メンヒェングラートバッハ戦でトップチームデビュー。
2010年5月、VfLオスナブリュックに移籍。契約は2年。
2014年6月、FCロートヴァイス・エアフルトに移籍。

## 代表歴
U-19世代ではドイツ代表を選択、UEFA U-19欧州選手権2007に参加した。2008年11月、トルコ代表との親善試合を控えるポーランド代表の招集を受けた。同年12月のセルビア代表戦でポーランド代表デビュー。